# Arular Tour
L'Arular Tour è il primo tour mondiale di M.I.A. eseguito per promuovere il suo primo album in studio, Arular (2005). Il tour è iniziato a febbraio 2005, e finito a febbraio 2006.
Le prime date del Tour si svolsero in Nord America, per poi toccare altri quattro continenti, Sud America, Europa, Asia e Australia. Uno dei primi live di M.I.A. a Londra ha avuto luogo nel novembre 2004. Ha partecipato ad un evento musicale portoricano ed ha effettuato minori apparizioni a Filadelfia e New York negli Stati Uniti, e Amburgo e Berlino in Germania, sempre nel 2004. Il tour del 2005 cominciò con la prima tappa nordamericana al Drake Hotel a Toronto, in Canada il 2 febbraio 2005.

## Scaletta
1. Pull Up the People
2. Fire Fire
3. Sunshowers
4. Hombre
5. M.I.A.
6. Amazon
7. 10 Dollar
8. Bucky Done Gun
9. Galang
10. U.R.A.Q.T.
11. Bingo

## Date
| Data              | Città          | Paese       | Luogo                        |
| ----------------- | -------------- | ----------- | ---------------------------- |
| Nord America      |                |             |                              |
| 2 febbraio 2005   | Toronto        | Canada      | Drake Hotel                  |
| 3 febbraio 2005   | Los Angeles    | USA         | Knitting Factory Los Angeles |
| 5 febbraio 2005   | New York       | USA         | Knitting Factory Brooklyn    |
| 20 marzo 2005     | Austin         | USA         | South by Southwest Festival  |
| 1º maggio 2005    | Riverside      | USA         | Festival di Coachella        |
| 10 maggio 2005    | Vancouver      | Canada      | Commodore Ballroom           |
| 11 maggio 2005    | Seattle        | USA         | Showbox                      |
| 13 maggio 2005    | San Francisco  | USA         | Independent club             |
| 14 maggio 2005    | San Francisco  | USA         | The Fillmore                 |
| 19 maggio 2005    | Chicago        | USA         | Metro Chicago                |
| 20 maggio 2005    | Detroit        | USA         | Majestic Theatre             |
| 22 maggio 2005    | Montréal       | Canada      | La Tulipe                    |
| 9 giugno 2005     | Boston         | USA         | Avalon                       |
| 12 giugno 2005    | Washington     | USA         | Nightclub 9:30               |
| 17 giugno 2005    | New York       | USA         | S.O.B.s                      |
| Europa            |                |             |                              |
| 19 giugno 2005    | Barcellona     | Spagna      | Sónar                        |
| 20 giugno 2005    | Londra         | Inghilterra | Fabric Club                  |
| 23 giugno 2005    | Norwich        | Inghilterra | Norwich Waterfront           |
| 24 giugno 2005    | Londra         | Inghilterra | Wireless Festival            |
| 25 giugno 2005    | Glastonbury    | Inghilterra | Glastonbury Festival         |
| Nord America      |                |             |                              |
| 7 agosto 2005     | New York       | USA         | Central Park SummerStage     |
| Asia              |                |             |                              |
| 13 agosto 2005    | Tokyo          | Giappone    | Summer Sonic Festival        |
| 14 agosto 2005    | Osaka          | Giappone    | Summer Sonic Festival        |
| Europa            |                |             |                              |
| 26 agosto 2005    | Leeds          | Inghilterra | Festival di Reading e Leeds  |
| 27 agosto 2005    | Leeds          | Inghilterra | Festival di Reading e Leeds  |
| 28 agosto 2005    | Leeds          | Inghilterra | Festival di Reading e Leeds  |
| Nord America      |                |             |                              |
| 19 settembre 2005 | Athens         | USA         | 40 Watt Club                 |
| 21 settembre 2005 | Washington     | USA         | 9:30 Club                    |
| 23 settembre 2005 | Boston         | USA         | Paradise                     |
| 24 settembre 2005 | Montréal       | Canada      | Métropolis                   |
| 26 settembre 2005 | Toronto        | Canada      | Phoenix Concert Theatre      |
| 27 settembre 2005 | Detroit        | USA         | St. Andrews                  |
| 28 settembre 2005 | Chicago        | USA         | Metro Chicago                |
| 29 settembre 2005 | Minneapolis    | USA         | Fine Line Cafe               |
| 1º ottobre 2005   | Denver         | USA         | Gothic Theatre               |
| 4 ottobre 2005    | Los Angeles    | USA         | Henry Fonda Theatre          |
| 5 ottobre 2005    | San Francisco  | USA         | Grand Ballroom               |
| Sud America       |                |             |                              |
| 22 ottobre 2005   | Rio de Janeiro | Brasile     | Museum of Modern Art         |
| 25 ottobre 2005   | San Paolo      | Brasile     | Tom                          |
| 29 ottobre 2005   | Buenos Aires   | Argentina   | Bue Festival                 |
| Australia         |                |             |                              |
| 26 gennaio 2006   | Sydney         | Australia   | Big Day Out                  |
| 28 gennaio 2006   | Sydney         | Australia   | The Metro                    |
| 29 gennaio 2006   | Melbourne      | Australia   | Big Day Out                  |
| 1º febbraio 2006  | Melbourne      | Australia   | Prince of Wales Theatre      |
| 3 febbraio 2006   | Adelaide       | Australia   | Big Day Out                  |
| 5 febbraio 2006   | Perth          | Australia   | Big Day Out                  |